# Українська робітничо-селянська спілка
Украї́нська робітни́чо-селя́нська спі́лка (УРСС) — перша підпільна організація партійного типу в Україні повоєнного періоду, що після поразки ОУН-УПА вдалася до ненасильницьких, правових методів здобуття незалежності.
Хоча ця організація діяла недовго і небагато встигла зробити, УРСС можна вважати першою саме дисидентською організацією і за засобами боротьби, і за метою. Щобільше, вона була дуже близькою до майбутнього українського правозахисного руху, до якого пізніше і приєдналися найактивніші члени УРСС.

## Історія створення
Створена на Львівщині 1959 року за ініціативою юриста Левка Лук'яненка та партійного працівника Степана Віруна. Згодом до них приєднуються Василь Луцьків та Олександр Лібович. 1960 року Левко Лук'яненко знайомиться з адвокатом Іваном Кандибою і залучає його до організації. До неї також увійшли Йосип Боровницький та Іван Кипиш. До 1961 група нараховувала всього близько десяти членів — жителів різних областей України, які в умовах суворої конспірації намагалися виробити програму дій.

### Перші організаційні збори
Перші організаційні збори УРСС відбулися 7 листопада 1960 року у Львові в помешканні Івана Кандиби. На зібранні були присутні Левко Лук'яненко, Іван Кандиба, С. Вірун, В. Луцьків, а також слухач обласної партійної школи М. Ващук, який, як виявилося потім, був стукачем.

## Програма УРСС
На перших організаційних зборах обговорювалася програма, складена Л. Лук'яненком. Іван Кандиба згадує:
|  | Виступив Лук’яненко спочатку. Потім я. Я сказав приблизно такі фрази, що викликали тоді навіть між нами непогодження: «Проєкт програми взагалі я схвалюю. Але мені не подобається те, що то на базі марксизму-ленінізму вона побудована». А тоді Вірун мені зразу таку репліку каже: «Без марксизму-ленінізму дальше, як до Києва, не дійдеш». Ну, такий собі конфлікт. І якраз Левко тоді записував свого роду нотатки. Вони так і називаються: «Нотатки на зборах шостого листопада». Потім у справі фігурували… Значить, вирішили все-таки замінити цю програму… І доручили знов-таки Лук’яненку в іншій формі це подати |

У новому варіанті програми УРСС головним завданням організації була ненасильницька боротьба за громадські права в Україні, за національні та культурні права, за економічні права тощо. Другим етапом боротьби мала бути боротьба за самостійність України. Тогочасне становище України розцінювалося як колоніальне, але програма все ж базувалась на засадах марксизму-ленінізму. «Знання марксизму-ленінізму вказують на безоднє провалля між сучасною радянською дійсністю і тими ідеалами, за які боролися пролетарі усіх країн з їх вождями: Марксом, Енгельсом і Леніном…»
Відповідно до цього члени УРСС вирішили скласти новий проєкт програми.

## «Справа юристів»
Але на початку 1961 УРСС була викрита органами КДБ, 21 січня були заарештовані Л. Лук'яненко, І. Кандиба, С. Вірун, В. Луцьків, Олександр Лібович, пізніше Іван Кіпиш та Йосип Боровницький.
Львівський обласний суд 20.05.1961 засудив їх до тривалих термінів позбавлення волі, а Л. Лук'яненка до страти, що була замінена 15 роками ув'язнення.